# (4178) Mimeïev
(4178) Mimeïev (internationalement (4178) Mimeev) est un petit astéroïde de la ceinture principale découvert par Eleanor Francis Helin au Mont Palomar nommé en l'honneur de l'astronome amateur Alexandr Pavlovitch Mimeïev. Son nom provisoire était 1988 EO1.